# Bataille de Rowlett's Station
Guerre de Sécession
Batailles
Opérations dans l'Est du Kentucky
- Barbourville
- Camp Wild Cat
- Big Sandy
- Rowlett's Station

La bataille de Rowlett's Station (aussi connue comme la bataille de Woodsonville ou de Green River) est une bataille terrestre de la guerre de Sécession, livrée à l'arrêt facultatif du chemin de fer à Rowlett dans le comté de Hart, Kentucky, le 17 décembre 1861. Le résultat n'est pas concluant, bien que l'armée de l'Union continue à tenir son objectif, un pont de chemin de fer en travers de la Green River.

## Contexte et forces en présence
Le brigadier général Don Carlos Buell assume le commandement de l'armée de l'Ohio, en novembre 1861, et dans une tentative de consolider le contrôle de l'Union sur la région environnante, organise une série de mouvements de troupes sur le terrain. Une partie de ces mouvements inclus la marche de la 2nd division sous le commandement du brigadier général Alexander McDowell McCook, dans le Kentucky, dans le but de repousser les confédérés hors de l'État. Pendant ce temps, le département de l'Ouest confédéré, commandé par le général Albert Sidney Johnston, constitue une ligne de défense le long de la Green River près de Munfordville, Kentucky,.
Le 10 décembre 1861, selon les ordres de McCook, le brigadier général Richard W. Johnson ordonne aux troupes d'aller contre les lignes confédérées près Munfordville pour sécuriser le pont sur la ligne de chemin de fer Louisville et Nashville enjambant la Green River. Dans l'intervalle, les divisions rebelles sous les ordres du brigadier général Thomas C. Hindman, qui comprennent une force confédérée des Texas rangers, de l'infanterie de l'Arkansas, et de l'artillerie du Mississippi, répond en faisant exploser la jetée sud du pont de chemin de fer et environ 30 mètres (100 pieds) de voie:p. 16,. Le colonel August Willich du 32nd Indiana Infantry Regiment envoie deux compagnies au-delà de la rivière, pour protéger les travailleurs réparant le pont et pour aider à construire un pont flottant temporaire. Lorsque le pont flottant est achevé le 15 décembre, Willich ordonne au deux autres compagnies au sud de la rivière de renforcer les troupes déjà en service et poste quatre compagnies sur la rivière du côté nord. Les tailleurs de pierre civils arrivent de Louisville, Kentucky, le 16 décembre, afin de réparer le pont de chemin de fer.
Les forces de l'Union sont principalement des hommes du 32nd Indiana Infantry Regiment, aussi connu comme le « 1st German » régiment de l'Indiana, qui est composé principalement d'immigrés allemands et des descendants de colons allemands du Midwest. Le colonel Willich a pris le commandement à la demande du gouverneur de l'Indiana, Oliver P. Morton. Willich est adepte de la discipline qui utilise les sonneries de clairon prussiennes pour diriger son régiment sur le terrain de parade et dans la bataille.
Les Confédérés sont principalement le 8th Texas Cavalry Regiment, qui est devenu connu comme les Texas Rangers de Terry, formé par le colonel Benjamin Franklin Terry. Terry a rejoint l'armée, à la demande du général Johnston, avec l'unité qu'il a récruté, avec la promesse de lui donner un commandement indépendant. Le 8th Texas vote pour rejoindre le général dans le Kentucky[réf. nécessaire].

## Bataille
Vers midi, le 17 décembre 1861, alors que les équipes de construction réparent le pont de pierre du chemin de fer, un piquet de l'Union continue au sud du pont. En s'avançant dans les bois, les forces de l'Union découvrent les tirailleurs ennemis au sud de Woodsonville. Ces derniers reculent jusqu'à ce que la cavalerie du Texas puisse se joindre à eux, et alors attaquent les compagnies de l'Union qui ont traversé la rivière pour aider leurs camarades.
Un détachement de compagnies de l'Union du 32nd Indiana (moins de 500 hommes) sous le commandement du lieutenant colonel Henry von Trebra combat 1 300 confédérés, y compris les Texas Rangers de Terry, l'artillerie du Mississippi et l'infanterie de l'Arkansas sous les ordres du brigadier général Hindman. Les compagnies du 32nd Indiana submergées se mettent en carré défensif ; les Rangers répondent en prenant d'assaut les lignes de l'Union. La batterie A du 1st Ohio Light Artillery, et la batterie A, du Kentucky Light Artillery, fournissent un appui aux troupes de l'Union à partir de positions sur la rive nord de la rivière, tandis que la compagnie de Swett, de l'artillerie légère (Warren Light Artillery) du Mississippi tire sur les réserves de l'Union et les tirailleurs le long de la route vers Munfordville. Les Rangers poursuivent leur charge et leur combat au corps à corps avec les fantassins de l'Union jusqu'à ce que les Confédérés soient finalement repoussés.
Au cours de la bataille, le colonel Terry des Rangers est mortellement blessé. Du côté de l'Union, le lieutenant Max Sachs du 32nd Indiana et un peloton de ses hommes se retrouvent isolés par les Rangers, mais défiés à plusieurs reprises par des demandes de reddition et continuent de se battre jusqu'à ce que Sachs et trois de ses hommes soient tués ou blessés mortellement ; sept autres soldats de l'Union dans le groupe sont blessés.
Le colonel Willich, qui était absent du quartier général de la division au début de la bataille, retourne à temps pour commander une retraite sur une position plus forte à l'arrière ; le brigadier général Hindman, qui est informé de l'imminence de l'approche des renforts de l'Union de McCook, ordonne aux confédérés de se retirer du champ de bataille.

## Conséquences
Les deux côtés revendiquent la victoire, mais le résultat est indécis. Les forces de l'Union gardent le contrôle du champ de bataille et continue à assurer le mouvement des hommes de l'Union et le ravitaillement du chemin de fer de Louisville et Nashville. Les victimes des deux côtés sont éparpillées sur une vaste zone, faisant de la récupération et de la comptabilité de ceux qui sont perdus, blessés ou portés disparus, une tâche difficile.
Dans les semaines qui ont suivi la bataille, le 32nd Indiana acquiert une reconnaissance nationale dans les journaux pour son combat contre les forces confédérées à Rowlett's Station. La bataille est l'une des rares fois au cours de la guerre de Sécession, où l'infanterie de l'Union défend avec succès à découvert contre les assauts de la cavalerie confédérée:p. 18.
Les rapports des pertes varient et sont d'abord exagérés. Le général Buell rapporte les pertes confédérées à 33 morts, dont le colonel Terry, et au moins 50 blessés. Le général Hindman reconnaît la mort de Terry, mais affirme n'avoir subi que peu de pertes parmi ses hommes et 75 morts du côté de l'Union. Le colonel Willich rapporte initialement un nombre de victimes du 32nd Indiana à un officier et 10 hommes tués, 22 blessés, et 5 portés disparus ; toutefois, le décompte final du régiment est de 46 (13 tués, 28 blessés, et 5 prisonniers).
Les morts du 32nd Indiana Regiment sont d'abord enterrés près du lieu de bataille. En 1867, l'État du Kentucky transfère les restes de 21 soldats de l'Union, 14 d'entre eux appartenant au 32nd Indiana, et plaque de calcaire connu comme le monument du 32nd Indiana portant une inscription en allemand en l'honneur des soldats d'infanterie dans le cimetière nationale de Cave Hill à Louisville, Kentucky,. En décembre 2008, le monument est retiré du cimetière national pour subir un traitement de conservation en raison de son état de détérioration. Il est replacé à l'intérieur du musée d'histoire Frazier à Louisville en août 2010 en tant que prêt à long terme de l'administration du cimetière national,. Bien que le monument soit déplacé de son emplacement d'origine, il est généralement considéré comme le monument le plus ancien survivant de la guerre de Sécession aux Etats-Unis,. Un monument de substitution pour le 32nd Indiana est dédié dans le cimetière national de Cave Hill le 16 décembre 2011.
Le 8th Texas Cavalry Regiment change son nom pour devenir le « Terry's Texas Rangers » en l'honneur de son colonel tombé[réf. nécessaire].
La bataille de Rowlett 's Station est rapidement éclipsée par les victoires de l'Union à Mill Springs, dans le Kentucky, et à fort Henry et fort Donelson, Tennessee.

## Ordre de bataille
Armée de l'Union
Brigadier général Alexander McDowell McCook
Infanterie
- 32e Régiment d'infantrie d'Indiana (en)

Artillerie
- Batterie A de l'Artillerie légère du Kentucky (en)
- Batterie A de l'Artillerie légère de l'Ohio (en)

Armée confédérée
Brigadier général Thomas C. Hindman
Infanterie
- 1er Bataillon d'infantrie de l'Arkansas (en)
- 2d Régiment d'infantrie de l'Arkansas (en)
- 6e Régiment d'infantrie de l'Arkansas (en)

Artillerie
- Swett's Company, Light Artillery (Warren Light Artillery)

Cavalerie
- 6e Bataillon de cavalerie de l'Arkansas (en)
- 8e Régiment de cavalerie du Texas (en)